# Allersberg (Rothsee)
Allersberg (Rothsee) – stacja kolejowa w Allersberg, w kraju związkowym Bawaria, w Niemczech, na szybkiej linii Norymberga – Monachium. Znajdują się tu 2 perony.

## Galeria

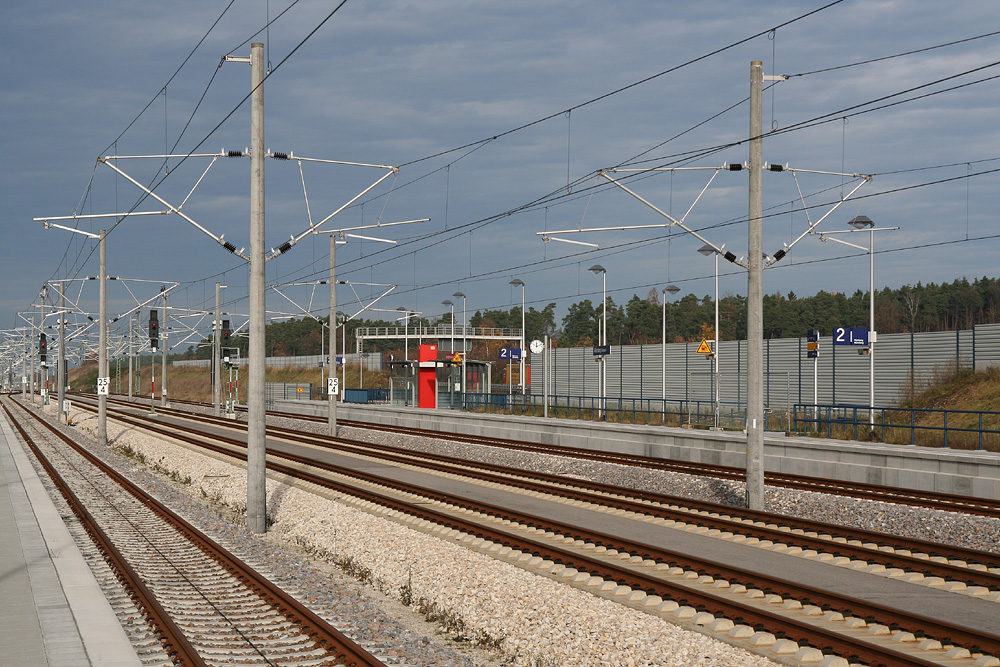
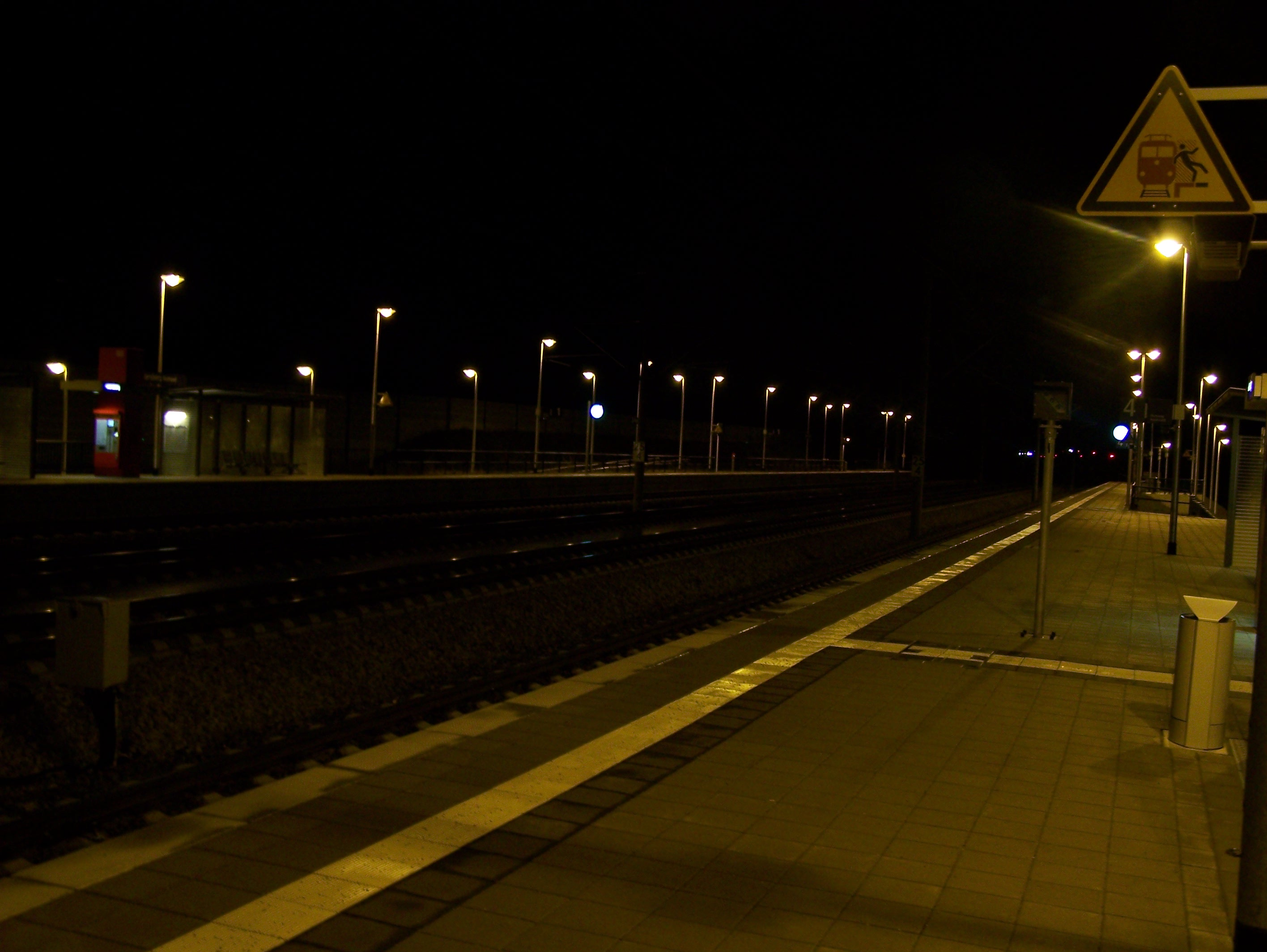
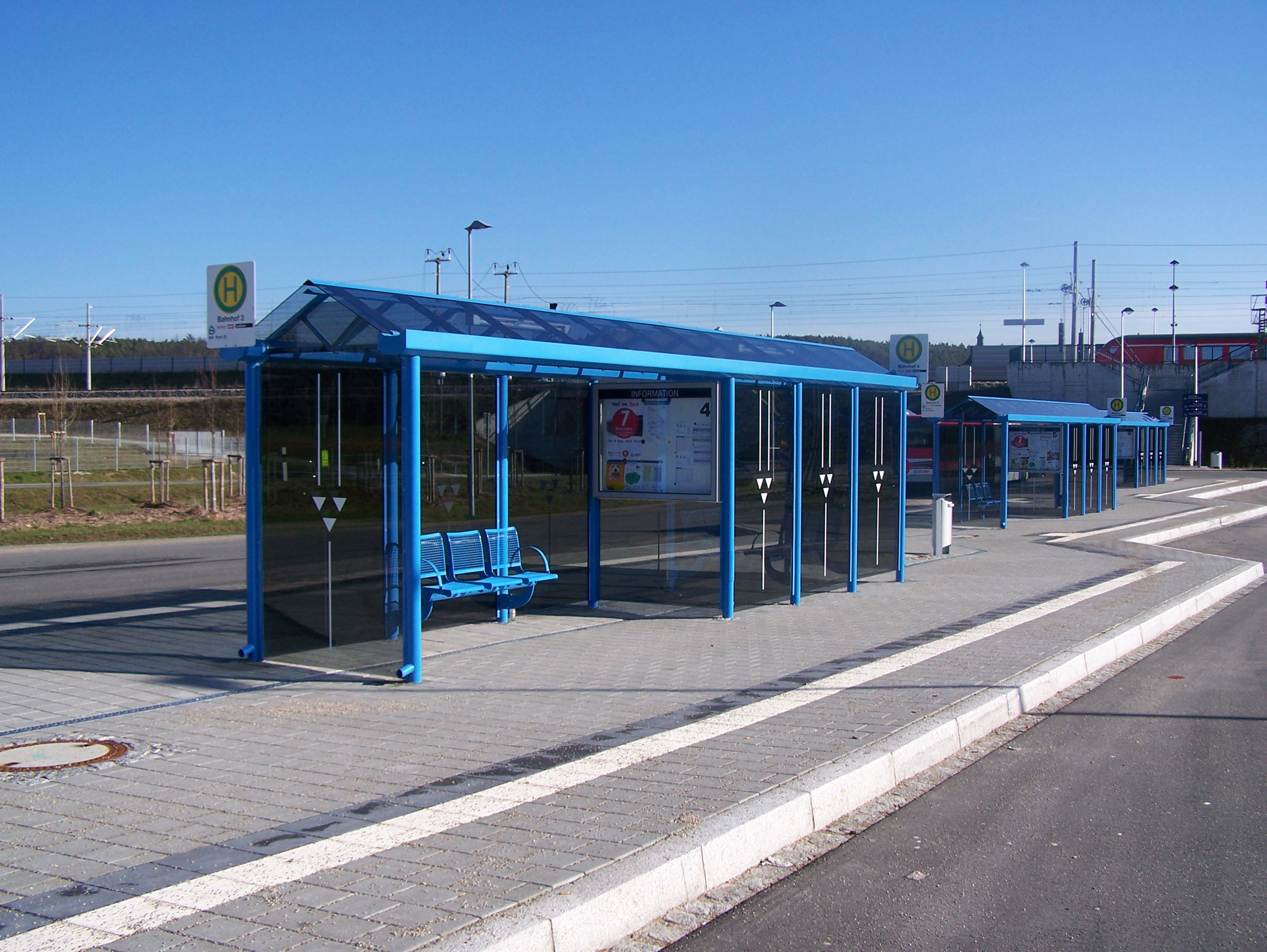
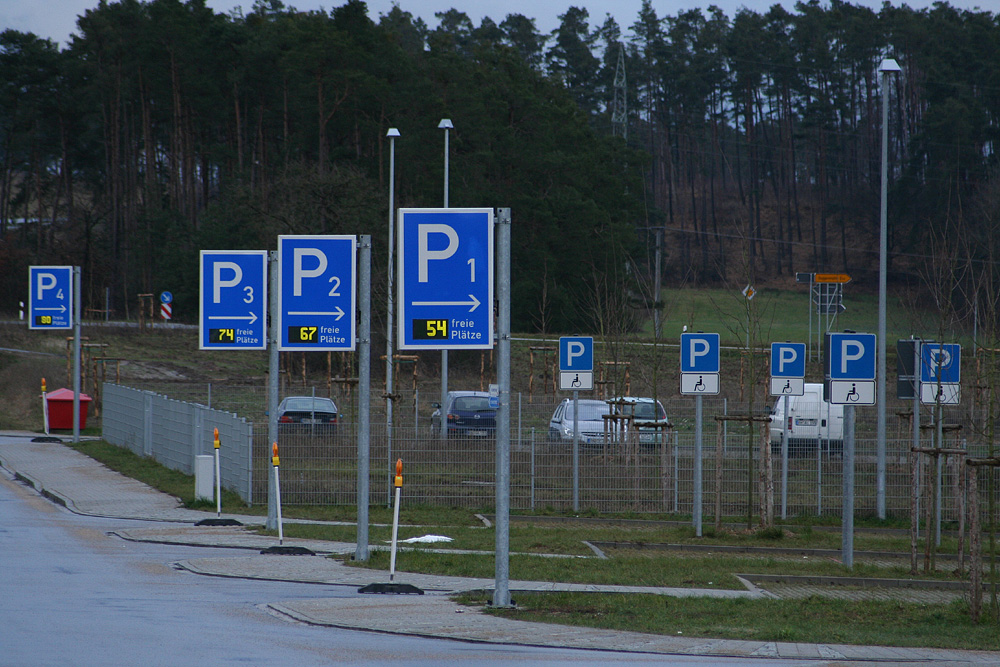
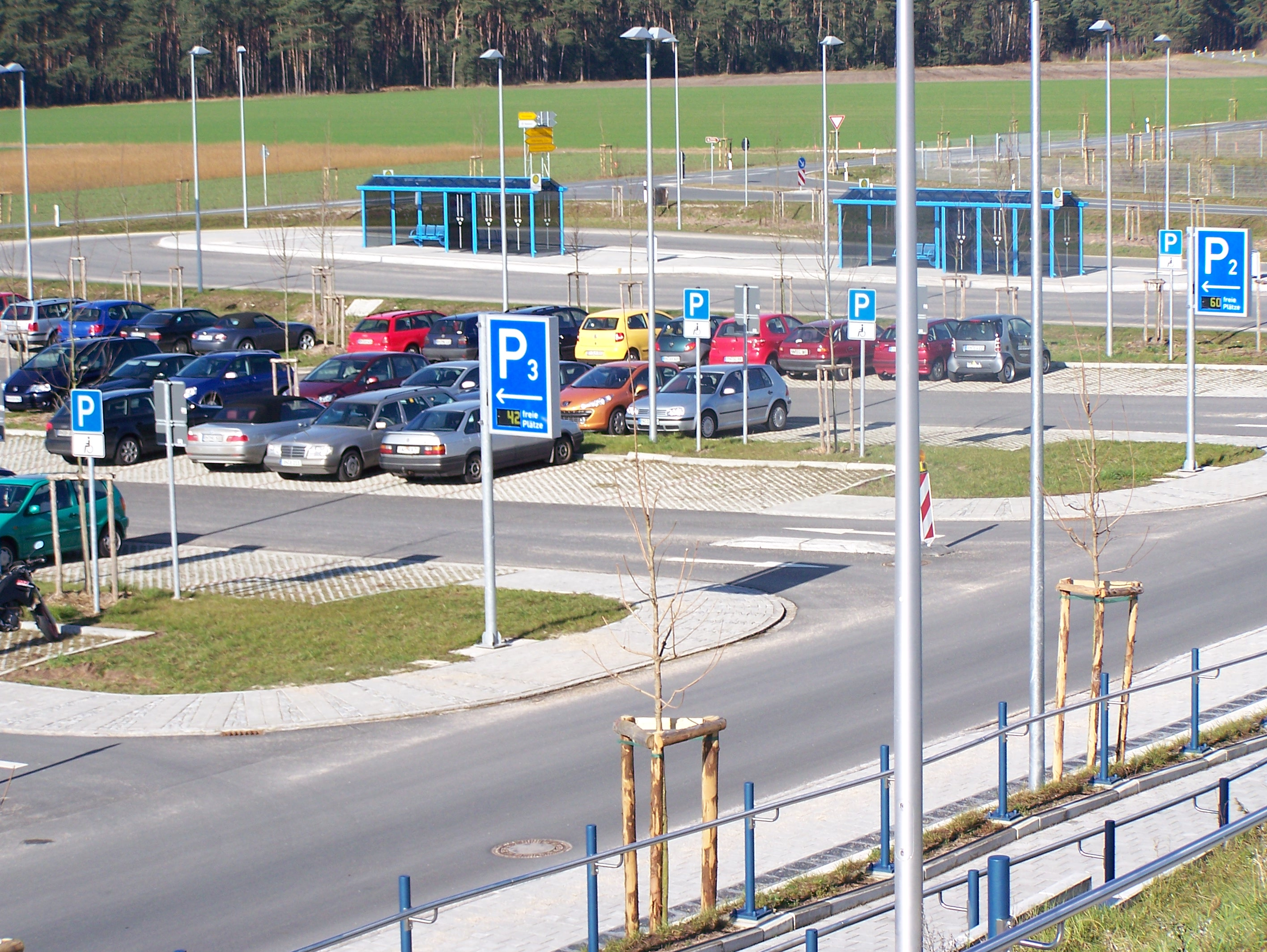
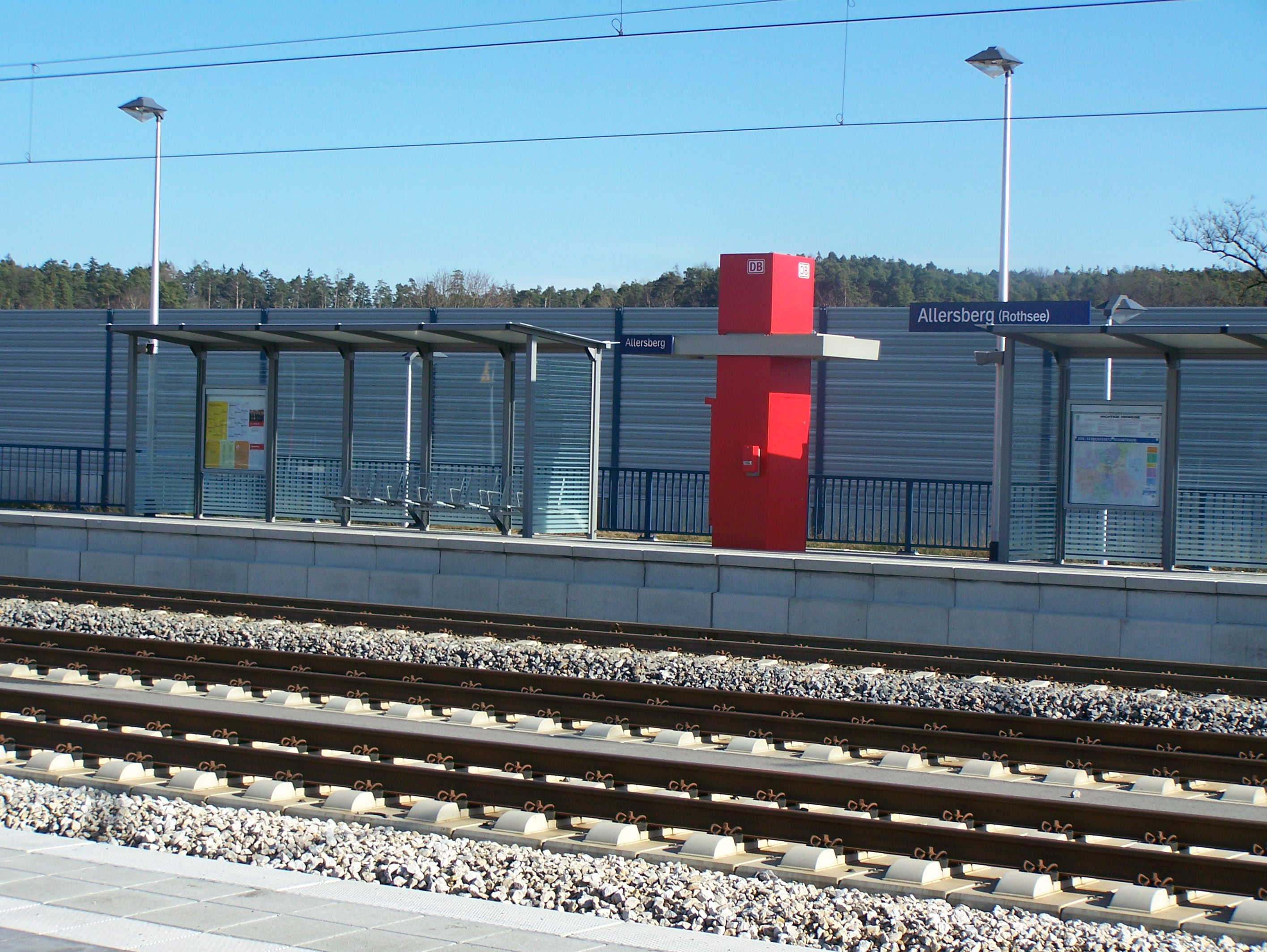
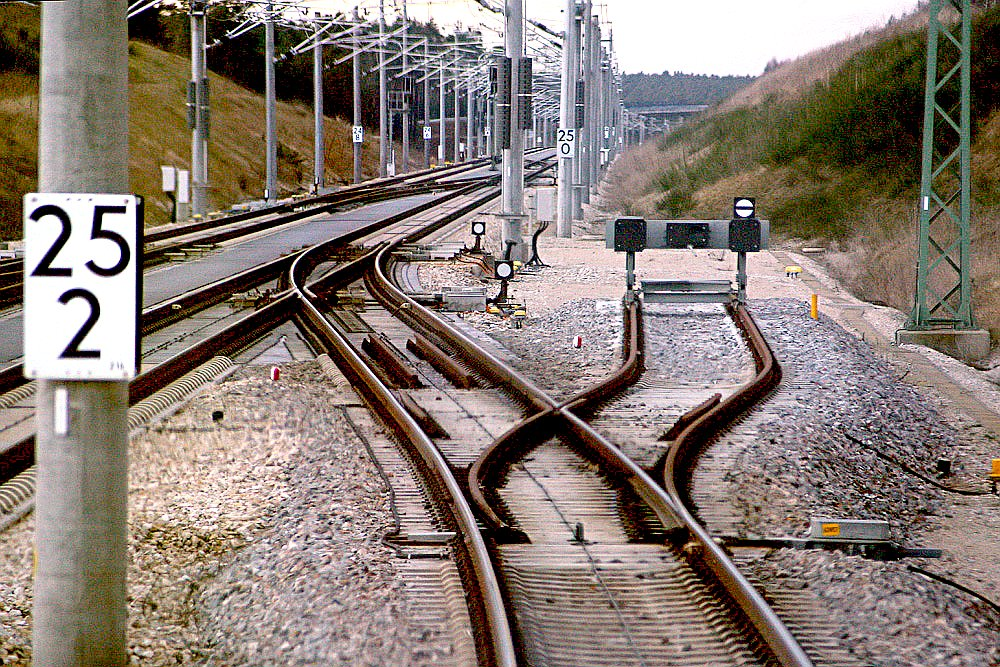
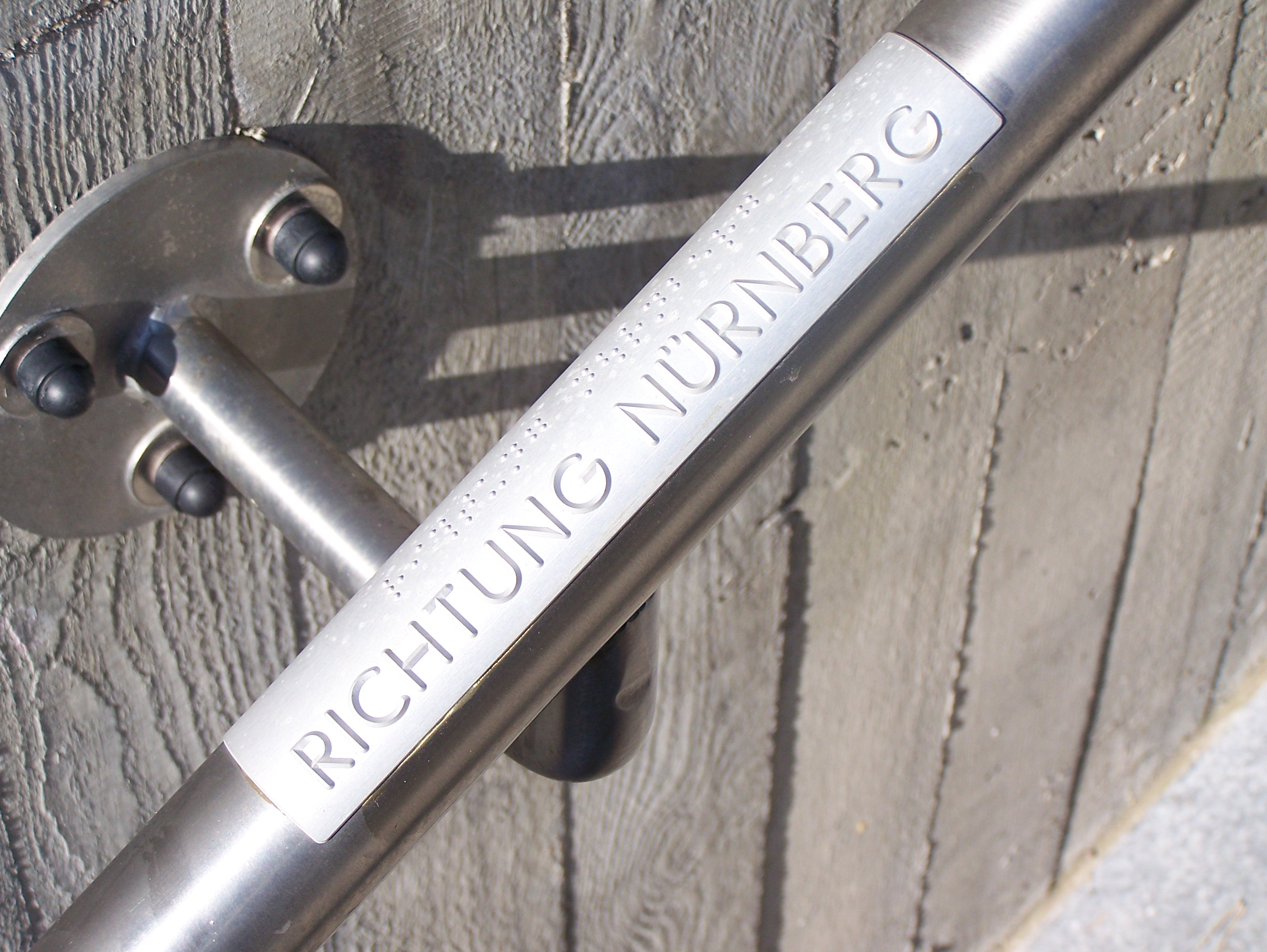
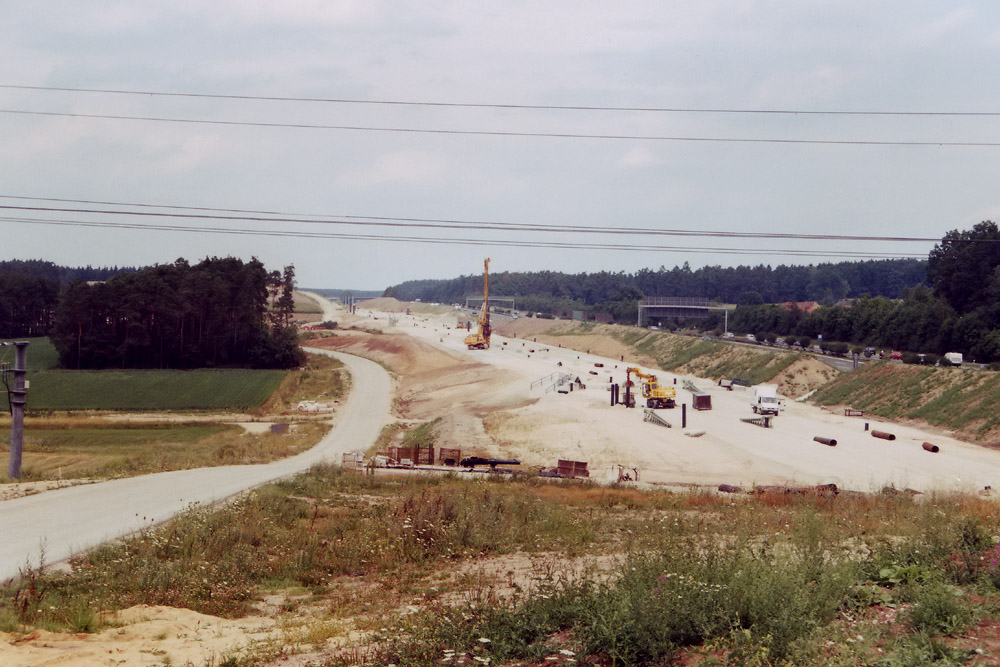